# Schwedische Skispiele
Die Schwedischen Skispiele (schwedisch Svenska Skidspelen) sind ein jährlich ausgetragenes Skilanglauf-Event in Schweden. Die Spiele wurden das erste Mal im Jahr 1947 in Sundsvall ausgetragen und 1959 nach Falun verlegt. Bis 1991 waren auch Skispringen und Nordische Kombination wiederkehrende Ereignisse.